# Rollerboys
Rollerboys (Originaltitel: Prayer of the Rollerboys) ist ein US-amerikanischer Film des Regisseurs Rick King aus dem Jahr 1990 mit Corey Haim und Patricia Arquette in den Hauptrollen.

## Handlung
Griffin, ein begnadeter Inline-Skater, arbeitet als Lieferjunge im dystopischen Los Angeles der nahen Zukunft. Die Stadt ist von Armut, Kriminalität und Drogenkonsum geprägt und gilt als eines der einzigen freien Gebiete der Vereinigten Staaten nach dem „Großen Crash“, einer durch die Gier früherer Generationen ausgelösten Wirtschaftskrise, die das Land schwer in Mitleidenschaft gezogen hat und ihre Besitztümer für ausländische Unternehmen und Interessen frei zugänglich macht.
Die Auswirkungen dieser Katastrophe spiegeln sich in bedrohlichen Ereignissen wider, auf die im gesamten Film Bezug genommen wird: Nachrichtenberichte über Unruhen in Washington, D.C. aufgrund eines Streiks der Streitkräfte, Fernsehwerbung, in der angekündigt wird, dass die Harvard University und die Ivy League nach Japan verlegt wurden, gefolgt von der Frage eines der Protagonisten, ob es „überhaupt noch Universitäten in Amerika geben wird“, eine Zeitungsschlagzeile, in der verkündet wird: „Deutschland kauft Polen“; und Hinweise darauf, dass der Vatikan die israelischen Verteidigungskräfte anheuert, um Nordirland „aufzuräumen“.
Eine schwer bewaffnete Skater-Gang mit weißer Vorherrschaft und ein Untergrundkonglomerat, die Rollerboys, kämpfen um die Kontrolle über die verfallende Stadt. Ihr Anführer ist der junge, charismatische Drogenboss Gary Lee: ein Nachbar aus Griffins Kindheit, von dem es außerdem heißt, er sei der Urenkel Adolf Hitlers. Die Rollerboys erfüllen ihre Mission, Anglo-Amerikas frühere Größe wiederherzustellen, durch gewalttätige Kämpfe mit anderen Gangs und durch den Vertrieb von „Heaven Mist“ (Himmelsnebel), einer Designerdroge. Griffins jüngerer Bruder Miltie, der die Rollerboys abgöttisch verehrt, nimmt einen Job bei ihnen an und vertreibt den „Nebel“ auf der Straße; schließlich nimmt Miltie ihn selbst. Dann rekrutiert Casey, ein Undercover-Polizist, Griffin als Maulwurf bei den Rollerboys, um ihm im Gegenzug ein besseres Leben zu ermöglichen.
Griffin wird eingeweiht, aber seine Loyalität zu den Rollerboys wird bald in Frage gestellt. Um sich zu beweisen, schlägt er unwissentlich Speedbagger, seinen und Milties afroamerikanischen Vermieter und gesetzlichen Vormund, fast tot. Kurz darauf entdeckt Griffin die erschreckende Wahrheit hinter dem Mantra der Rollerboys „The Day of the Rope is coming“ (Der Tag des Seils kommt). Rope entpuppt sich als ein von den Rollerboys entwickelter giftiger Heaven-Mist-Zusatz, der seine Anwender allmählich steril macht; damit sollen „die Schwachen eliminiert“ werden, d. h. künftige Generationen der „Junkie“-Bevölkerung und schließlich auch die Minderheitenbevölkerung, so dass die Rollerboys freie Hand für ihre Vorstellungen von einer blühenden amerikanischen Gesellschaft haben.
Nach der Schließung des Heaven-Mist-Labors und einer abschließenden Verfolgungsjagd, um Gary Lee aufzuhalten, kann Griffin Gary verhaften lassen. Am Ende verlassen Griffin, Miltie, Speedbagger und Casey Los Angeles und ziehen nach Portland, um einen Neuanfang fernab ihrer alten Bindungen zu wagen, während Gary, der durch seine Gnade von Griffins Zorn verschont wurde, sich aus dem Gefängnis freikaufen kann. Er beschließt Griffin zu verfolgen und der Film endet.

## Produktion und Veröffentlichung
Der damals unter den Slogan „Fang besser an zu beten, denn die Rollerboys kommen“ bzw. „Mach Dich bereit, sie kommen“ veröffentlichte Film wurde durch Castle Hill Productions in den Vereinigten Staaten vertrieben. Der Film war eine Coproduktion zwischen Gaga Communications, Fox/Lorber und Academy Entertainment in Zusammenarbeit mit JVC und TV Tokyo. Als Produzenten fungierten Robert Mickelson und Tetsu Fujimura, Martin F. Gold, Richard Lorber sowie Robert Baruc. Er wurde weitgehend in Venice Beach gedreht, einem Strandabschnitt von Los Angeles.
Seine Weltpremiere feierte Rollerboys bereits im Oktober 1990 auf dem Milan International Film Festival in Mailand, Italien. In Deutschland erschien der Film am 21. März 1991 im Vertrieb von Supreme Film bei Metropol in den Kinos und am 20. Juni 1991 auf Video. In den Vereinigten Staaten hatte der Film am 30. August 1991 in Los Angeles seine Premiere. Die Videoversion von VPS war vom 28. September 1991 bis zum 31. August 2016 in Deutschland indiziert. Vom Film existiert eine mit FSK 16 eingestufte, geschnittene Version von Supreme Film auf DVD-Video und eine mit FSK 18 eingestufte Version von One World Entertainment. Die deutsche, gekürzte Version wird von KNM Home Entertainment auf DVD vertrieben.
Der Film, der heute als Kultfilm gilt, enthält am Ende eine als Cliffhanger bezeichnete Szene für eine mögliche Fortsetzung – diese wurde aufgrund der damals schlechten Einspielergebnisse nie realisiert. Die geschnittene Fassung war im deutschsprachigen Raum auf dem Fernsehsender ProSieben zu sehen sowie ungeschnitten beim ehemaligen Bezahlfernsehanbieter DF1.

## Rezeption
Filmdienst beschreibt den Film als ein „[…] futuristisches B-Picture, das die Probleme der Gegenwart einigermaßen konsequent weiterdenkt, dann aber einer unglaubwürdigen Lösung zuführt.“ Cinema bewertet den Film als „visuell gelungen, [aber] dramaturgisch oft zäh“. Der Regisseur Rick King setze auf „gute Stunts und ein Szenario, das an den «Blade Runner» erinnert“, doch habe „die Story viel Leerlauf“.
Der Filmhistoriker Leonard Maltin gab dem Film 2,5 von möglichen vier Sternen. Das „[…] provokante Setting und einige clevere Teile der dunklen Komödie werden durch unnötig exzessive Gewalt geschwächt […] Christopher Collet projiziert (wie immer) genug Magnetismus für zehn, aber nicht einmal er kann einem schmerzhaft vorhersehbaren Finale entgegenwirken.“

## Nominierungen
Rollerboys war im Jahr 1985 in den Kategorien „Best Performance by a Younger Actor“ (für Corey Haim) und „Best Science Fiction Film“ für zwei, durch die Academy of Science Fiction, Fantasy & Horror Films vergebene Saturn Awards nominiert.

## Synchronisation
| Schauspieler       | Rolle               | Deutsche Stimme       |
| ------------------ | ------------------- | --------------------- |
| Corey Haim         | Griffin             | Matthias von Stegmann |
| Patricia Arquette  | Detective Casey     | Inez Günther          |
| Christopher Collet | Gary Lee            | Ekkehardt Belle       |
| Julius Harris      | Speedbagger         | Gernot Duda           |
| Mark Pellegrino    | Bango               | Oliver Stritzel       |
| Morgan Weisser     | Bullwinkle          | Gerhard Acktun        |
| J. C. Quinn        | Lieutenant Jaworsky | Harald Dietl          |
| Jake Dengel        | Detective Tyler     | Bruno W. Pantel       |
| G. Smokey Campbell | Detective Watt      | Willi Röbke           |
| John P. Connolly   | Pinky               | Manfred Erdmann       |
| Rodney Kageyama    | Mr. Noboru          | Jan Koester           |
| unbekannt          | Radiosprecher       | Willi Röbke           |